# Cheshunt
Cheshunt est une ville du Hertfordshire en Angleterre.

## Jumelage
- Stains (1965)

## Personnalités liées
- Neils Children, groupe de musique punk-rock formé en 1999 et originaire de Cheshunt ;
- Samuel Barrett Miles (1838-1914), militaire, diplomate et explorateur, né à Cheshunt ;
- George Paul (1841-1921), rosiériste anglais ;
- William Paul (1822-1905), horticulteur anglais, oncle du précédent.